# Temporada 1946-1947 del Club Joventut Badalona
La temporada 1946-1947 va ser la 8a temporada en actiu del Club Joventut Badalona des que va començar a competir de manera oficial. Aquesta temporada va ser la del debut a la Copa del Generalíssim.

## Resultats
Campionat d'Espanya - Copa del Generalíssim
Aquesta va ser la temporada del debut a la Copa del Generalíssim. Aquesta edició es va celebrar a mode de lligueta amb vuit equips participants: quatre madrilenys i quatre catalans. El Joventut va acabar setè.
Campionat de Catalunya
En aquesta temporada el Joventut va quedar quart al Campionat de Catalunya, empatat a victòries amb el JACE Calella, tercer.
Altres competicions
El Joventut va quedar eliminat a vuitens de final de la Copa General Orgaz.

## Plantilla
La plantilla del Joventut aquesta temporada va ser la següent:
| Club Joventut Badalona: plantilla 1946-47 |
| Jugadors                                  |
| Jaume Valls                               |
| Josep Gubern                              |
| Jaume Bassó                               |
| Andreu Oller                              |
| Josep Peón                                |
| Eugeni Espiga                             |
| Domènec Petit                             |
| Marcel·lí Maneja                          |
| Jacint Duñó                               |
| Entrenador                                |
| Vicenç Lleal                              |